# Kriptantus
Kriptantus (lat. Cryptanthus), biljni rod iz porodice tamjanikovki, dio potporodice Bromelioideae. Sve ove vrste, ima ih 55, Brazilski su endemi

## Opis
Cryptanthus, rod epifita (biljke koje se oslanjaju na druge biljke i imaju zračne korijene izložene vlažnoj atmosferi) iz porodice “ananasa” (Bromeliaceae). Listovi bez peteljke bodljikavih rubova rastu u rozeti izravno iz korijena. Cvjetovi, obično bijeli, nalaze se u gustom grozdu bez peteljki u središtu rozete.
Nekoliko vrsta, posebno C. acaulis i C. zonatus, uzgajaju se u zatvorenom prostoru zbog atraktivnog lišća. Obje vrste imaju listove valovitih rubova koji su s donje strane srebrnasti ili bjelkasti. C. acaulis naraste do oko 15 centimetara (6 inča) i ima od nekoliko do mnogo listova. Trakasti listovi C. zonatus su zelenkastosmeđi ili bakrenasti na vrhu s trakama žutosmeđe ili smeđe boje; biljka je visoka oko 22 cm.

## Vrste
1. Cryptanthus acaulis (Lindl.) Beer
2. Cryptanthus alagoanus Leme & J.A.Siqueira
3. Cryptanthus bahianus L.B.Sm.
4. Cryptanthus beuckeri É.Morren
5. Cryptanthus bibarrensis Leme
6. Cryptanthus bivittatus (Hook.) Regel
7. Cryptanthus boanovensis Leme
8. Cryptanthus brevifolius Leme
9. Cryptanthus bromelioides Otto & A.Dietr.
10. Cryptanthus capitatus Leme
11. Cryptanthus capitellatus Leme & L.Kollmann
12. Cryptanthus cinereus D.M.C.Ferreira & Louzada
13. Cryptanthus colnagoi Rauh & Leme
14. Cryptanthus coriaceus Leme
15. Cryptanthus correia-araujoi Leme
16. Cryptanthus crassifolius Leme
17. Cryptanthus cruzalmensis Leme & E.H.Souza
18. Cryptanthus delicatus Leme
19. Cryptanthus diamantinensis Leme
20. Cryptanthus dianae Leme
21. Cryptanthus dorothyae Leme
22. Cryptanthus felixii J.A.Siqueira & Leme
23. Cryptanthus giganteus Leme & A.P.Fontana
24. Cryptanthus grazielae H.Luther
25. Cryptanthus guanduensis Leme & L.Kollmann
26. Cryptanthus heimenii P.J.Braun & Gonç.Brito
27. Cryptanthus ilhanus Leme
28. Cryptanthus incrassatus L.B.Sm.
29. Cryptanthus lacerdae Van Geert
30. Cryptanthus lutherianus I.Ramírez
31. Cryptanthus lyman-smithii Leme
32. Cryptanthus marginatus L.B.Sm.
33. Cryptanthus maritimus L.B.Sm.
34. Cryptanthus minarum L.B.Sm.
35. Cryptanthus osiris W.Weber
36. Cryptanthus pickelii L.B.Sm.
37. Cryptanthus praetextus É.Morren ex Baker
38. Cryptanthus pseudopetiolatus Philcox
39. Cryptanthus reisii Leme
40. Cryptanthus reptans Leme & J.A.Siqueira
41. Cryptanthus rigidifolius Leme
42. Cryptanthus robsonianus Leme
43. Cryptanthus santateresinhensis Leme
44. Cryptanthus seidelianus W.Weber
45. Cryptanthus sergipensis I.Ramírez
46. Cryptanthus tabuleiricola Leme & L.Kollmann
47. Cryptanthus teretifolius Leme
48. Cryptanthus ubairensis I.Ramírez
49. Cryptanthus univittatus Leme
50. Cryptanthus venecianus Leme & L.Kollmann
51. Cryptanthus viridipetalus Leme & L.Kollmann
52. Cryptanthus viridovinosus Leme
53. Cryptanthus walkerianus Leme & L.Kollmann
54. Cryptanthus warren-loosei Leme
55. Cryptanthus zonatus (Lem.) Vis.